# Himno del Club Deportivo O'Higgins
El Himno del Club Deportivo O'Higgins es la canción representativa oficial del club de fútbol chileno O'Higgins de Rancagua. Fue compuesto a fines de 1955 por el rancagüino Miguel León Morales y fue interpretado por la Banda Instrumental y Coro del Grupo de Ingenieros Nº8 del Regimiento Membrillar de Rancagua. 

## Historia
Después de la fusión obligada entre América de Rancagua y O'Higgins Braden, la ciudad de Rancagua veía como surgía el Club Deportivo O'Higgins, listo para debutar en la Primera División del fútbol chileno. Era tal la identidad que el club generó en Rancagua, que el directorio de la época estimó necesario completar estos símbolos con la composición de un himno institucional. Las gestiones dieron con la banda y coro del Regimiento Membrillar, una agrupación acostumbrada a realizar presentaciones en la ciudad y otras comunas de la provincia. En ese momento se habría creado una canción que es parte de la melodía alusiva al cuadro celeste. El autor fue un joven rancagüino de nombre Miguel Ángel León Morales, quien, además de ser hincha del equipo, dejó su huella al escribir las letras.
El directorio, que en ese momento estaba compuesto por Francisco Rajcevich y Patricio Mekis, llamó a Miguel León, y este llegó con la banda a la calle Brasil de la ciudad. Luego de largas jornadas y de la aprobación del directorio, desde entonces y hasta la fecha es el himno del club.
Dentro de sus letras se creó el mítico O'Hi-O'Hi, Ra-Ra!, grito de guerra propio del club que desde ese entonces se escucha por sus hinchas en las graderías de todos los estadios de Chile y en competencias internacionales donde participa el equipo.
Una versión del himno en cumbia fue publicada por la Trinchera Celeste en diversos distribuidores de música, siendo parte del álbum Recuerdos Celestes, contando con la interpretación de Alejandro Blanch, parte del grupo rancagüino Raíces.
En el marco del 70º aniversario del club, una reversión del himno fue presentada en la Gala Celeste, contando con la interpretación de la orquesta sinfónica del Liceo Óscar Castro Zúñiga, dirigidos por Marcial Pino.

## Letra
Composición por el rancagüino Miguel León Morales e interpretación por la Banda Instrumental y Coro del Grupo de Ingenieros Nº8 del Regimiento Membrillar de Rancagua.

O'Hi O'Hi! Ra Ra!

O'Hi O'Hi! Ra Ra!
O'Hi O'Hi! Ra Ra!
O'Higgins de Rancagua!
Entonemos deportistas, este himno a nuestro club
Que luchando en las canchas, grandes triunfos logrará
Alentemos a los muchachos, que bregando siempre están
Por conquistar esos triunfos, que a Rancagua brindarán
O'Higgins, O'Higgins, en la cancha sabes luchar
O'Higgins, O'Higgins, tú demuestras lealtad
O'Higgins, O'Higgins, tu provincia gritará
La celeste, la celeste
Los laureles a conquistar
Adelante, adelante
Que aplaudiéndote estarán
O'Higgins, O'Higgins, en la cancha sabes luchar
O'Higgins, O'Higgins, tú demuestras lealtad
O'Higgins, O'Higgins, tu provincia gritará
La celeste, la celeste
Los laureles a conquistar
Adelante, adelante

Que aplaudiéndote estarán